# Eucosmophora prolata
Eucosmophora prolata är en fjärilsart som beskrevs av Davis och Wagner 2005. Eucosmophora prolata ingår i släktet Eucosmophora och familjen styltmalar.
Artens utbredningsområde är Venezuela. Inga underarter finns listade i Catalogue of Life.